# EMD GP20D
Le GP20D est une locomotive de manœuvre B-B à quatre essieux construit par MotivePower et Electro-Motive Diesel. Il était fourni avec un moteur Caterpillar 3516 (appelé 16-170B20-T2 par EMD) V16 qui développe une puissance totale de 2000 chevaux. À ce jour, seulement 40 unités ont été produites par EMD, qui ont toutes été fabriquées en juin 2000. Le GP20D est également une unité de capot avec des capots longs et courts abaissés basés sur les anciennes locomotives MP2000D de MotivePower. Les changements entre le MK2000D et le GP20D concernent principalement l'électronique de commande, ce qui les rend plus faciles à utiliser que l'ancien modèle.
Bien que le GP20D soit commercialisé en tant que locomotive de manœuvre, il a une vitesse maximale de 113 km/h, et est généralement équipé de freins dynamiques, ce qui le rend également adapté aux tâches de manœuvre sur route. L'EMD GP15D d'apparence similaire n'a pas de freins dynamiques.

## Acheteurs d'origine
| Chemin de fer | Quantité | Numéros de route | Remarques |
| ------------- | -------- | ---------------- | --------- |
| Groupe CIT    | 40       | 2001-2040        |           |
| Total         | 40       |                  |           |